# 골란고원소경두더지쥐
골란고원소경두더지쥐(Spalax golani)는 소경쥐과에 속하는 설치류의 일종이다. 시리아 남서부와 이스라엘 동북부의 골란고원(헤르몬 산과 쿠네이트라, 엘리아드)에서 발견된다. 골란고원소경두더지쥐는 유대산맥소경두더지쥐와 함께 다른 메커니즘으로 벌거숭이뻐드렁니쥐는 암에 면역성을 가진 것으로 추정된다.